# М12 (САУ)
155-мм самохідна гармата M12 (англ. 155mm Gun Motor Carriage M12) — самохідна артилерійська установка США часів Другої світової війни, класу самохідних гаубиць, середня по масі. Відома також під прізвиськом «Кінг-Конг» (англ. King Kong). Створена в 1941—1942 роках на базі танка M3 «Лі». В ході серійного виробництва з вересня 1942 по серпень 1943 року було випущено 100 М12, ще 74 САУ було отримано шляхом переобладнання транспортера боєприпасів T14 в лютому-травні 1944 року. Ці САУ активно використовувалися військами США в Європі в 1944—1945 роках.

## Історія створення
Коли на завершальному етапі Першої світової американський експедиційний корпус висадився в Європі, на озброєння його артилерійських частин в масовому порядку надійшли французькі гармати, котрі стали основним озброєнням американської. Одним з найбільш вдалих зразків французького походження була 155-мм гармата GPF (Grand Puissance Filoux), спроектована в 1917 р. Гармати французького виробництва на озброєнні американської армії були стандартизовані як М1917. Згодом випуск таких систем з деякими змінами, що стосуються, зокрема, конструкції затвора, був налагоджений в США — такі гармати позначалися М1918М1. При всіх перевагах, GPF була досить важкою артсистемою— не дивно, що саме вона стала одним з перших «кандидатів» на створення самохідного варіанту. Уже в 1918 р. американці виготовили десять самохідок Gun Motor Carriage Mk.II («моторизований гарматний лафет»), які являли собою артилерійську частину гармати М1917, поставлену на неброньоване шасі гусеничного трактора «Хольт». У боях ці САУ не брали участь, але в перші повоєнні роки роботи по їх вдосконаленню тривали, і в 1925 р. був випробуваний модернізований варіант Gun Motor Carriage Mk.IX. Моторизація артилерії американської армії, здавалося б, була неминучою— адже «Комісія Вестервельта», яка вивчала підсумки застосування артилерії в Першій світовій війні, рекомендувала «моторизувати» артилерійські частини, що мають на озброєнні гармати калібру більше 75 мм і гаубиці калібру 4 дюйми і більше. При цьому питання, в чому ж має полягати моторизація — у впровадженні механічної тяги або ж в прийнятті на озброєння самохідних гармат— був залишений без однозначної відповіді. Але зазначалося, що гармати калібром 155 мм і вище повинні мати здатність пересуватися зі швидкістю не менше 10 км / год гусеничним ходом (або ж на буксирі гусеничних тягачів) і не менше 20 км / год колісним ходом (або ж на буксирі колісних тягачів). Висновки «Комісій Вестервельта» на багато років випередили час і, як часто буває, не були гідно оцінені сучасниками. Командування польової артилерії не підтримало ідеї моторизації. Лише у другій половині 30-х рр. командування польової артилерії пом'якшило свою позицію і погодилося на впровадження механічної тяги. Про самохідки ж і далі не могло бути й мови. Тільки початок війни в Європі і досвід «бліцкригу» в Польщі і у Франції наочно показав значення мобільних військ. У підсумку, коли в другій половині 1940 р. був створений досить вдалий середній танк М3, його шасі вирішили використовувати для підвищення мобільності 155-мм гармат. Проект самохідки отримав позначення Gun Motor Carriage T6. У червні 1941 р. Департамент озброєнь міністерства оборони замовив прототип T6 в Рок-Айлендському арсеналі. Будівництво його було завершено в лютому наступного року, після чого прототип відправили для випробувань на Абердинский полігон.

## Опис конструкції
Самохідна гармата М12 створено на базі середнього танка М3 «Генерал Лі». Від нього взята нижня частина корпусу, ходова частина, двигун і трансмісія. Корпус виконаний з катаних і литих броньованих деталей, з'єднаних, як правило, за допомогою зварювання. В лобі корпуса розташоване відділення управління САУ. У відділенні управління знаходяться робочі місця механіка-водія (ліворуч) і його помічника (праворуч). Між ними проходить карданний вал, що з'єднує двигун з коробкою передач. Доступ екіпажу в відділення управління забезпечують два люка над місцями механіка-водія і його помічника. Сидіння механіка-водія і його помічника — регульовані по висоті, що дозволяє вести САУ, висунувши голову з люка. У лобовій бронедеталі зроблені великі оглядові люки для механіка-водія і його помічника. При відкритих бронекришках в цих люках встановлювалися плексигласове скло з двірниками. Але ці пристосування, стандартні для танків М3, до моменту висадки в Нормандії були замінені іншими пристроями, узятими від танків М4 — своєрідними «капюшонами». При закритих оглядових люках огляд забезпечувався через наявні в них оглядові щілини з бронескла. Відділення управління обладнано вентилятором, встановленим на лобовому бронелисті.
За протипожежною перегородкою, що відокремлює відділення управління від моторного, встановлений авіаційний 9-циліндровий зіркоподібний двигун повітряного охолодження «Райт-Континентал» R975C1 потужністю 400 к.с. при 2400 об / хв. Силова установка «за паспортом» дозволяла розвивати САУ швидкість 40 км / год, але досвідчені механіки-водії на хороших ділянках дороги примудрялися значно перевищувати цей показник. Потужність двигуна через двохдискове сухе зчеплення і карданний вал передається на коробку передач «Сінхромех», що має п'ять швидкостей вперед і одну — назад. Гальма — стрічкові Паливні баки місткістю 755 л. (паливо— 80-октановий бензин) розташовані в бортових спонсонах корпусу. Запас ходу САУ становить 225 км.
Ходова частина САУ М12 після модернізації стала аналогічною танку М4. Вона складається з шести опорних котків розміром 508×230 мм з гумовими бандажами, зблокованими попарно в три візки. Амортизація— вертикальні спіральні пружини. Ведуче колесо— переднє. Застосовувалися гусениці шириною 420 мм. Гусениці мали 79 траків. У бойовому відділенні 155-мм. гармата. На більшості М112 встановлено гармати М1918М1, але приблизно півтора десятка САУ (в тому числі і прототип Т6) отримали більш старі М1917А1. Кути горизонтального наведення становлять по 14 град. вправо і вліво, вертикального від -5 до +30 град. Приводи наведення ручні. Прицільні пристосування розміщені зліва від гармати і прикриті щитом товщиною 19 мм. До їх складу входять: телескопічний приціл М53 для стрільби прямою наводкою, панорамний приціл М6 і артилерійський квадрант М1918А1. Гармата має нарізне дуло довжиною 5639 мм (36,4 калібрів), Затвор гвинтовий горизонтальний, що відкривається вправо. Повна довжина гармати 6045 мм, вага — 3953 кг, Вогонь ведеться пострілами роздільного заряджання. Застосовувалися три типи снарядів: осколково-фугасний НЕ M101 масою 42,96 кг, бронебійний з балістичним ковпачком і додатковим фугасним зарядом АР М112В1 масою 45,36 кг і димової WP M104 вагою 44,53 кг. Максимальна дальність стрільби осколково-фугасним снарядом становить 18400 м. Боєкомплект становить 10 пострілів. Допоміжне озброєння представлено лише особистою зброєю розрахунку — п'ять карабінів М1. Є також 12 ручних гранат. Бойове відділення ззаду закрито сошником. У похідному положенні сошник фіксується двома гаками до задніх стінок бортових спонсонів. Підйом / опускання сошника здійснюється за допомогою ручної лебідки. У бойовому відділенні на марші знаходяться чотири члени розрахунку. Місця двох з них розташовані біля лівого борту відділення, досить високо. Під час модернізації ці місця отримали додатковий бронезахист з 19-мм листів. Ще два члени розрахунку розташовуються на кронштейнах сошника — з боків казенної частини гармати. Всі місця забезпечені ременями безпеки.

## Бойове застосування
Відповідно до підготовленого наприкінці 1943 р. плану, САУ М12 озброїли шість окремих артдивізіонів—174-й, 258-й, 557-й, 558-й, 987-й і 991-й. Всі вони взяли участь в боях в Північно-Західній Європі. Такі служили для якісного посилення артилерії дивізій, як в наступі, так і в обороні. Типовими бойовими завданням були: участь в артилерійській підготовці наступу, а також контрбатарейна стрільба. З моменту, коли бої у Франції стали маневреного характеру, дивізіони САУ М12 стали грати важливу роль в організації переслідування відступаючого противника.